# آنری پیتو
آنری پیتو (۳ مه ۱۶۹۵–۲۷ دسامبر ۱۷۷۱) مهندس هیدرولیک فرانسوی و مخترع لوله پیتو بود.
در لوله پیتو، ارتفاع ستون سیال متناسب با مجذور سرعت جریان در عمق ورود آب به لوله است. پیتو در سال ۱۷۳۲ و هنگامی که در حال اندازه‌گیری جریان رود سن بود، این رابطه را کشف کرد.
او با طراحی آکدوک دو سن-کلمان نزدیک مون‌پلیه و گسترش پون دو گار در نیم شهرت یافت. در سال ۱۷۲۴ به عضویت فرهنگستان علوم فرانسه درآمد و در سال ۱۷۴۰ عضو انجمن سلطنتی شد.
قضیه پیتو در هندسه مسطح به افتخار او نامگذاری شده‌است.